# 파트리시아 후아레스

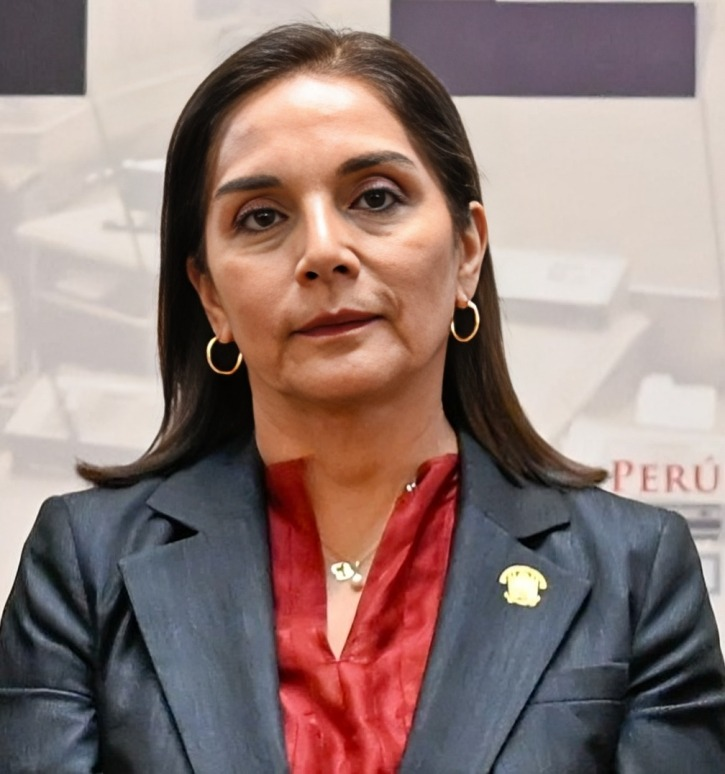

카르멘 파트리시아 후아레스 가예고스(스페인어: Carmen Patricia Juárez Gallegos, 1960년 7월 16일 ~ )는 페루의 법조인, 정치인이다. 2015년부터 2018년까지 리마 시의원을 지냈으며, 2021년-2026년 회기 국회의원으로 당선되었다.

## 생애
1960년 7월 16일 이카주에서 태어났다.
Fiscalized School N ° 1897 - Marcona에서 초등교육을 마쳤으며, 산호세데이카 학교에서 중등교육을 마쳤다.
페데리코 비야레알 국립 대학교에서 법학을 전공했다.
시민변호감독(2008-2010), 시의회 부비서관(2005-2008), 시의원위원회 지지 부감독(2003-2005)을 지냈다.
호세 다노스와 결혼했다.

## 정치 활동
2004년부터 국민연대당원이었으나 2018년 탈당했다. 당 내에서 전국정치총무를 역임했다.
2011년 총선에서 국민연대연합 후보로 출마해 정계에 입문했으나, 당선되지는 못 했다.
2013년 리마 시장 및 시의원 소환 투표에서 찬성 측 대변인 중 하나였다.

## 리마 시의원(2015-2018)
2014년 지방선거에서 국민연대당 소속 리마 시의원(회기: 2015-2018)으로 당선되었다. 그는 또한 루이스 카스타녜다 로시오 시장 밑에서 부시장을 지낸 바 있다.
2018년 갑작스레 국민연대당을 탈당했으나, 정확한 탈당 사유는 밝히지 않았다.
2020년 가자페루당에 입당했으나, 10월 게이코 후지모리의 트위터 계정을 통해 공개된 비디오에서 "파트리시아 후아레스가 우리 정부 계획 팀에 합류한다"는 메시지와 함께 그가 대중의 힘에 합류할 것임이 공개되었다.

## 2021년 제2부통령 후보
2021년 대선에 대중의 힘 소속으로 게이코 후지모리의 제2부통령 후보로 출마할 것을 선언했다.

## 국회의원 당선
대선과 동시에 치러진 총선에서 40,130표를 득표해 국회의원으로 당선되었으며, 임기는 2021년부터 2026년까지다.

## 역대 선거 결과
| 선거명      | 직책명         | 대수 | 정당      | 1차 득표율 | 1차 득표수  | 2차 득표율 | 2차 득표수  | 결과 | 당락 |
| ----------- | -------------- | ---- | --------- | ---------- | ----------- | ---------- | ----------- | ---- | ---- |
| 2021년 선거 | 페루 제2부통령 | 99대 | 대중의 힘 | 13.41%     | 1,930,762표 | 49.87%     | 8,792,117표 | 2위  | 낙선 |